# Thamnophis godmani
Thamnophis godmani — вид змій родини полозових (Colubridae). Інша назва: підв'язкова змія Годмана.

## Етимологія
Змія названа на честь англійського ентомолога та орнітолога Фредеріка дю Кейна Годмана.

## Поширення
Цей вид є ендеміком Мексики. Він зустрічається в штатах Герреро, Оахака, Пуебла і Веракрус.

## Опис
Тіло завдовжки до 61 см.